# دی پالما (فیلم)
دی پالما (به انگلیسی: De Palma) یک فیلم مستند آمریکایی محصول سال ۲۰۱۵ میلادی به کارگردانی نوآ بامباک و جیک پالترو در مورد کارگردان و فیلمنامه نویس برایان دی پالما است.  
این مستند حاوی فیلم های آرشیو از همکاران مختلف دی پالما مانند آل پاچینو ، جان لیتگو ، تام کروز ، شان پن ، نیکلاس کیج ، شان کانری ، مایکل کین ، جان تراولتا و افراد دیگر است.  